# Dagen då Jorden log

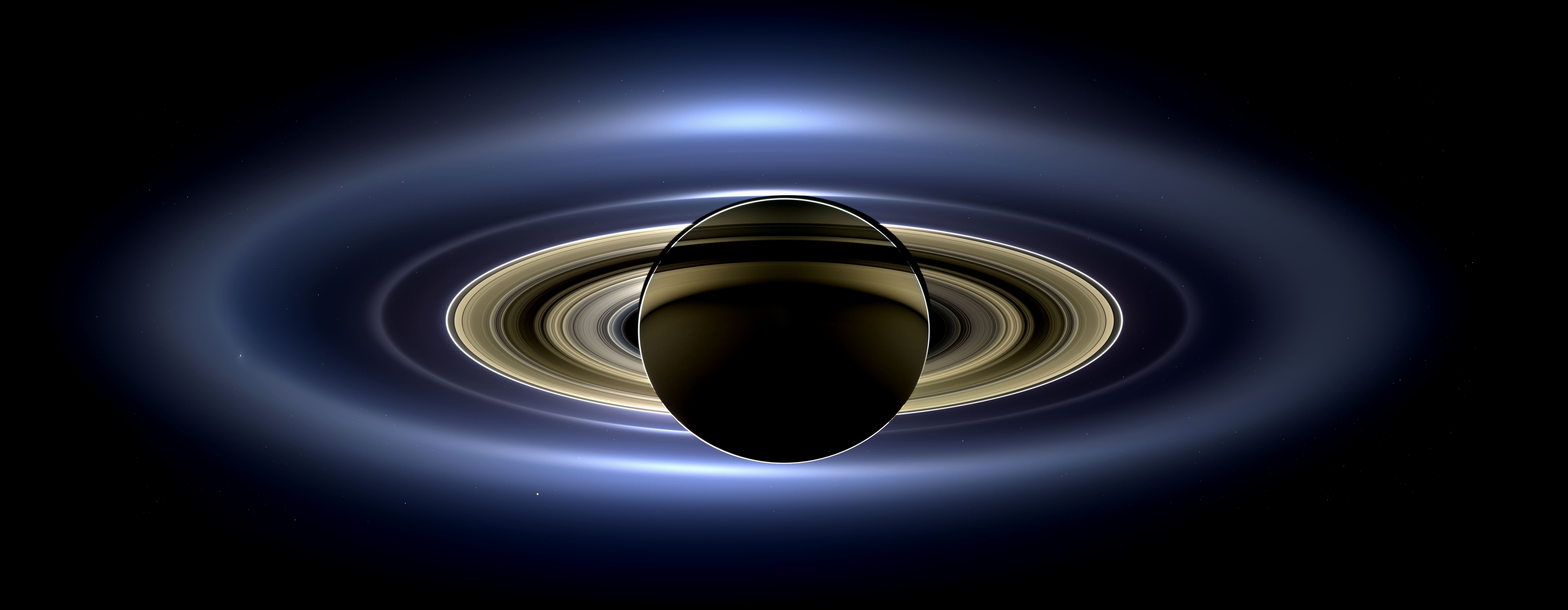
Fotografiet som rymdsonden Cassini tog den 19 juli 2013

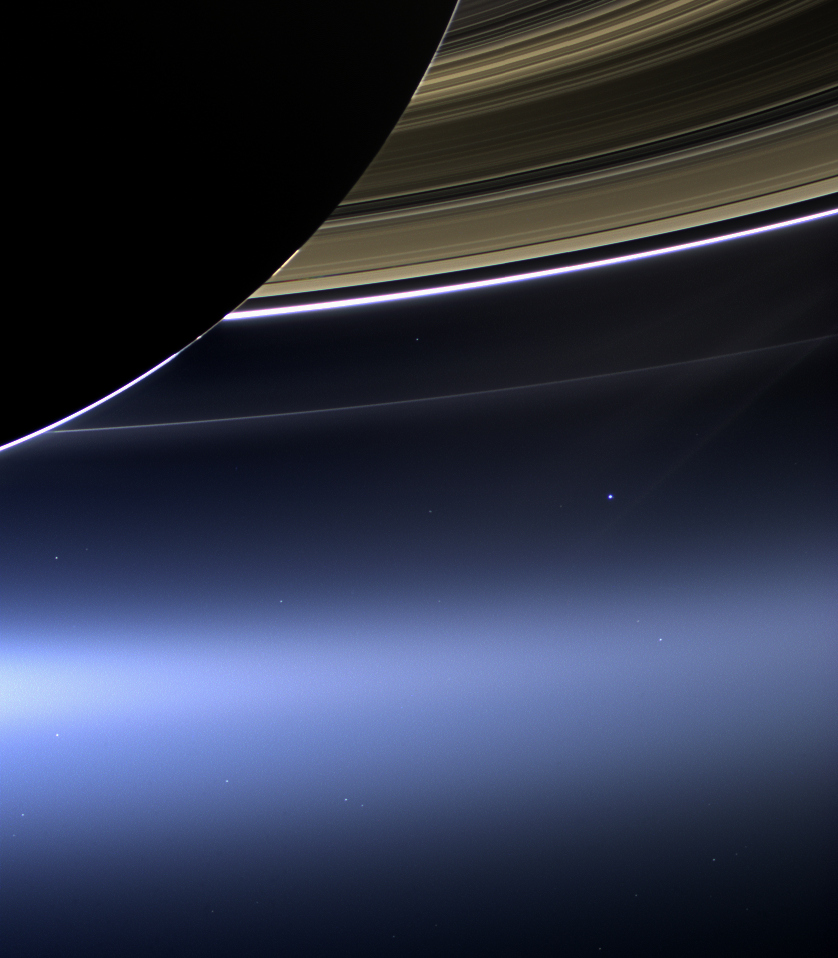
Jorden som en liten blå prick strax under Saturnus ringsystem.

Fotomosaik från NASA:s "Vinka till Saturnus-kampanj".

Dagen då Jorden log syftar på den 19 juli 2013, då rymdsonden Cassini-Huygens fotograferade Saturnus, dess ringsystem och Jorden i samband med att rymdsonden befann sig i Saturnus skugga. Även Venus och Mars syns.
Carolyn Porco uppmanade till eftertanke med fotografiet som utgångspunkt, för att fundera över människans plats i världsaltet, livet på Jorden, samt titta upp och le.

### Fotnoter
1. ↑  ”Dagen då Jorden log”. NTB. 9 augusti 2013. http://scanpix.no/spWebApp/preview.action?search.offset=0&search.tabId=editorial&search.searchId=76991084&search.refPtrs%5B0%5D=sz7433b3&printSingle=. Läst 2 september 2015.
2. ↑  Carolyn Porco (18 juni 2013). ”NASA's Cassini Cameras to Provide Breathtaking Image of Earth from Saturn”. PBS. Arkiverad från originalet den 19 januari 2014. https://web.archive.org/web/20140119121113/http://www.pbs.org/newshour/rundown/2013/06/celebrating-saturn.html. Läst 2 september 2015.
3. ↑  Jonathan Jones (19 juni 2013). ”People of Earth, say cheese! Nasa to take everyone's picture from space”. The Guardian. http://www.guardian.co.uk/artanddesign/jonathanjonesblog/2013/jun/19/saturn-nasa-earth-picture-cassini. Läst 2 september 2015.